# Czyżowice (Opolské vojvodství)
Czyżowice (dříve Ścisowice; německy Zeiselwitz) je ves v jižním Polsku, v Opolském vojvodství, v okrese Prudník, ve gmině Prudník.

## Geografie
Ves leží v Opavské pahorkatině.

## Památky
- kaple z roku 1846
- dvůr z 19. století